# Dominion (schwedische Band)
Dominion ist eine schwedische Technical-Death-Metal-Band aus Gävle, die im Jahr 2004 gegründet wurde.

## Geschichte
Die Band wurde im Jahr 2004 von Victor Brandt und Jocke Olofsson gegründet. Ohne vorher ein Demo angefertigt zu haben, da beide bereits genügend Material gesammelt hatten, machten sie sich an die Aufnahmen zum Debütalbum Born God and Aware. Gegen Ende der Aufnahmen unterzeichnete die Band einen Vertrag bei Unique Leader Records. Die Veröffentlichung des Albums erfolgte hierüber im Jahr 2006.

## Stil
Laut The Duff von globaldomination.se spiele die Band auf Born God and Aware technisch anspruchsvollen Death Metal, beeinflusst von Bands wie Necrophagist und Behemoth, wobei man der Band anhöre, dass es ihr an Live-Erfahrung fehle und das Spiel der beiden Mitglieder kaum miteinander verknüpft sei.

## Diskografie
- 2006: Born God and Aware (Album, Unique Leader Records)